# バーゼル市電
バーゼル市電（バーゼルしでん、ドイツ語: Strassenbahn Basel）は、スイスの都市・バーゼルを中心に各都市へ路線網を広げる路面電車。2021年現在は路線バスと共に、バーゼル＝シュタット準州の100 %子会社であるバーゼル市交通局（Basler Verkehrs-Betriebe、BVB）による運営が行われている。

## 歴史
バーゼル市内における最初の公共交通機関として計画されたのは馬が牽引する交通機関であり、1874年にベルギーのブリュッセルの企業コンソーシアムとバーゼル市との間に建設に関する契約が結ばれ、1881年7月11日から営業運転が始まった。これらの路線は「トラム・オムニバス」と呼ばれる馬車鉄道型の車両を用いた乗合馬車として開通している。開業当初こそ高い収入を記録したが、直後の不況による影響を受けて利用客は減少し、運営事業者の破産が申請される事態となった。

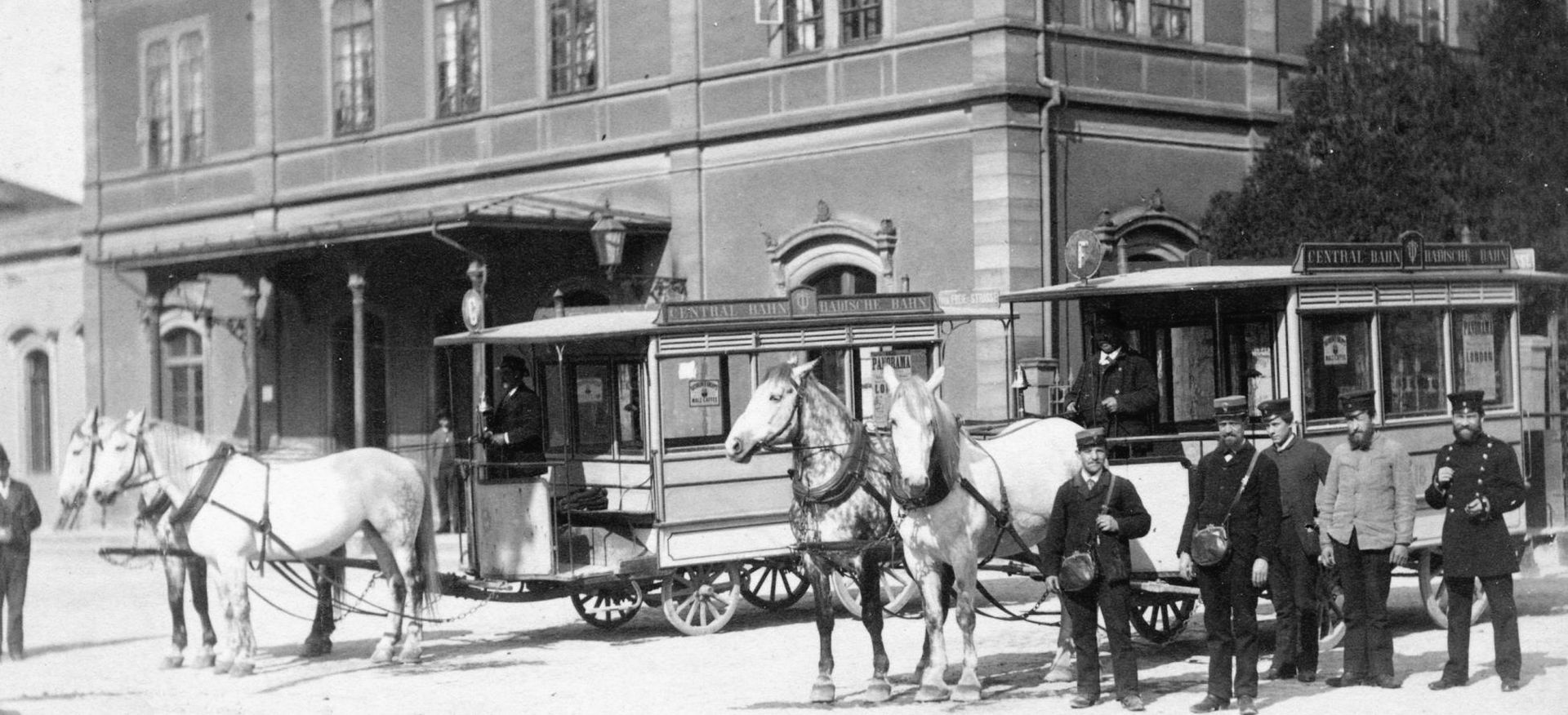
トラム・オムニバス（1890年代前半撮影）

一方、都市の発展による市街地の拡大に伴い公共交通機関の需要が更に増加した事を受け、1890年に大規模な路面電車網を建設する計画が立ち上がった。運営事業者について民間企業と市当局との間で意見の相違が起きた末、1892年にバーゼル大評議会により市が立ち上げた「バーゼル路面電車公社（Basler Strassenbahnen、BStB）」が建設・運営を実施する事が可決され、1895年5月4日から路面電車の営業運転が始まった。これはスイスにおける初の公営組織による路面電車路線である。
以降は計画に基づき路面電車網は急速に拡大を続け、1900年には国境を越えてフランスのサン＝ルイへ直通する路線が開通し、その後も近接する他国の都市への延伸が何度か実施された。この国境越えの路線については第一次世界大戦中に一時運行を休止したが、1915年に再開された。一方で賃金体系に対する不満から1905年に各種の労働組合による大規模なストライキが発生し、翌年に労働者にとって有利となるよう賃金の体系が変更される事態も起きた。
1930年代の世界恐慌の中でバーゼル市電は大幅な利用客の減少に直面し、採算の面でも赤字を記録した。更に第二次世界大戦中には一部路線の運休が余儀なくされる事態となった。終戦後、路線網の復旧と共にこれらの状況を改善するため運営組織の再編が行われ、1946年に「バーゼル市交通局」が設立された他、1947年以降大型ボギー車の大量導入が実施された。

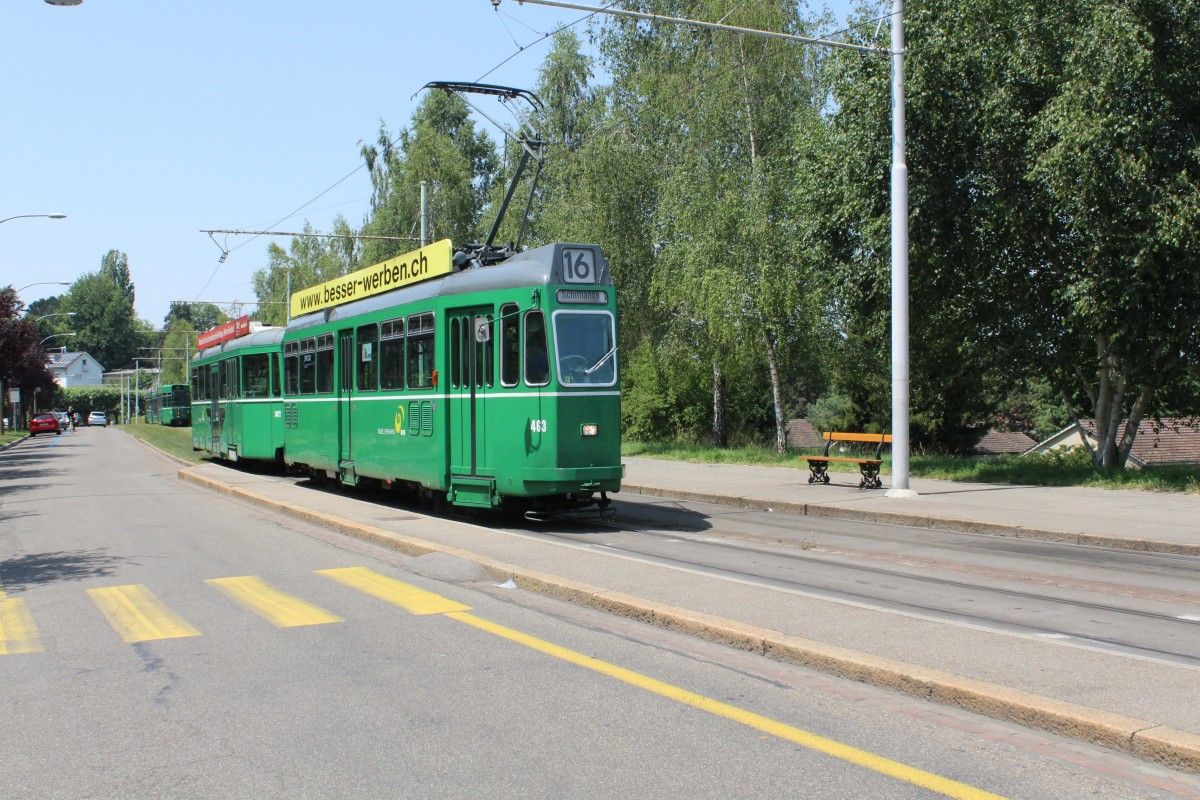
戦後初期から導入が行われた大型ボギー車（2015年撮影）

だが、1950年代以降スイス国内ではモータリーゼーションが急速に進展し、各都市で路面電車が路線バスやトロリーバスへ置き換えられていった。バーゼルにおいても例外ではなく、市民を対象とした投票では路面電車そのものの全廃について反対票が賛成票を上回ったものの、国境越えの路線を始めとした多くの路線が廃止されていった。ただしその間も路面電車網の近代化は続き、信用乗車方式による合理化や新型電車の導入が継続的に実施された。そのような中で、1969年にバーゼル市の学生による路面電車の運賃値上げに反対する座り込み運動が勃発し、その中に要求された運賃の無料化は却下されたものの運賃の値上げは撤廃された他、路面電車自体の見直しが行われるきっかけとなり、1971年9月にバーゼル大評議会は環境に優しい公共交通機関を優先した都市開発を行う将来計画を決定した。

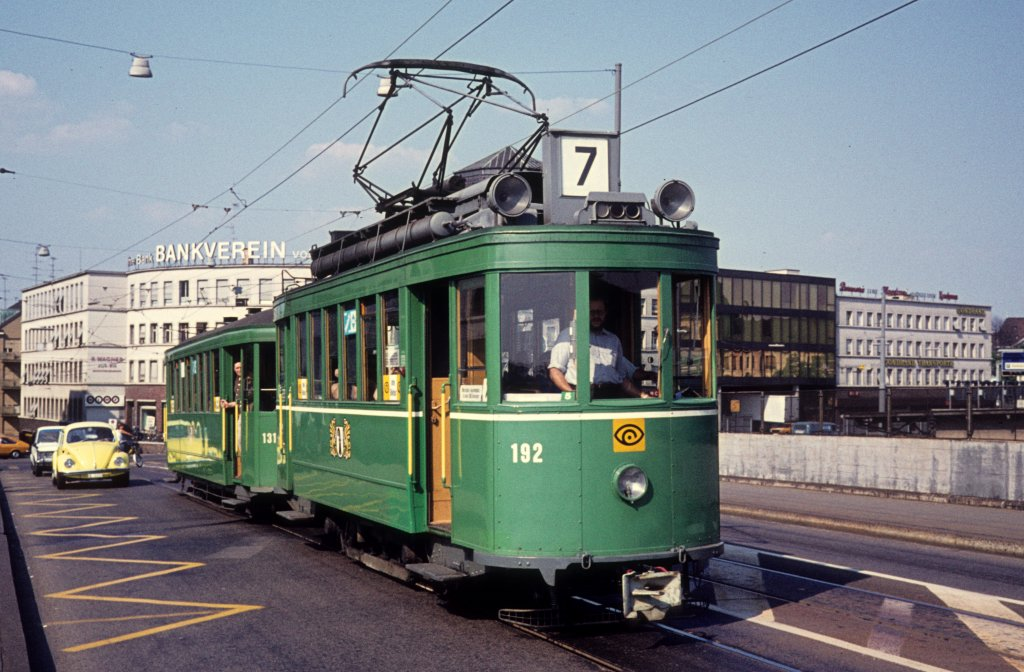
現役末期の2軸車（1976年撮影）
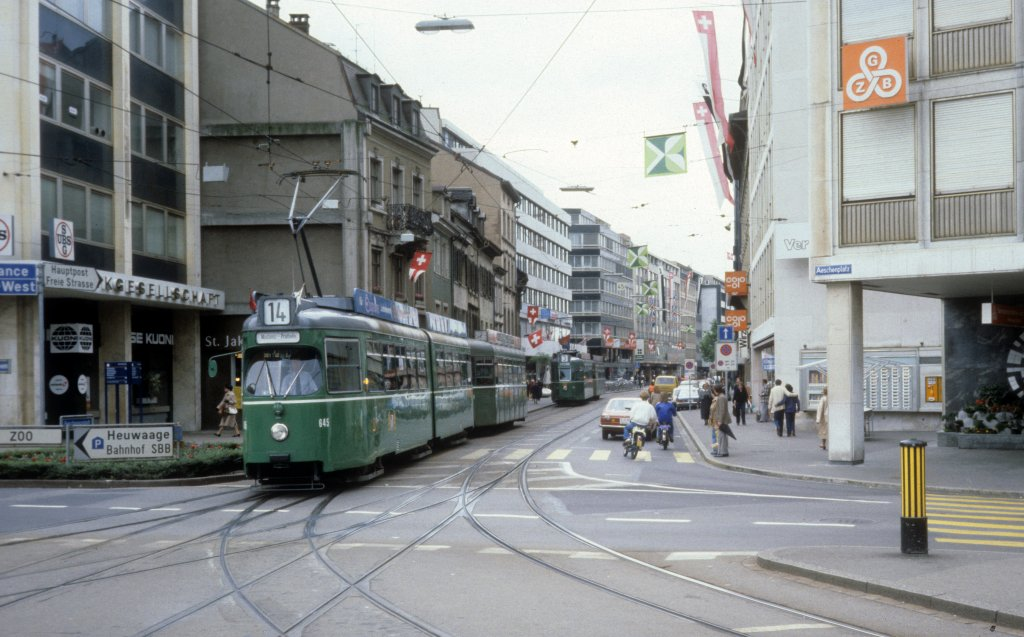
1970年代以降はドイツ・デュワグ製の連接車も導入された（1980年撮影）

それ以降、自家用車の制限区域や優先信号の設置などの政策による公共交通機関の利便性の促進が図られ、民間事業者のバーゼルラント交通が運営する路面電車網を始めとした他の鉄道事業者と一体化した料金体系の導入も行われた。特にバーゼルラント交通と共に1985年に導入された環境保護定期券「U-Abo（Umweltschutz-Abonnements）」は運賃の安さも相まって高い支持を受け、数年で運賃収入が25 %上昇した他、ヨーロッパ各都市で同様の定期券の導入が行われるきっかけとなった。1990年代以降も路面電車の近代化は続いており、1999年以降は既存の車両の改造を含めた超低床電車の導入が継続して行われている他、2000年代以降は後述する国境越えの路線を含めた延伸（事実上の復活）が行われている。

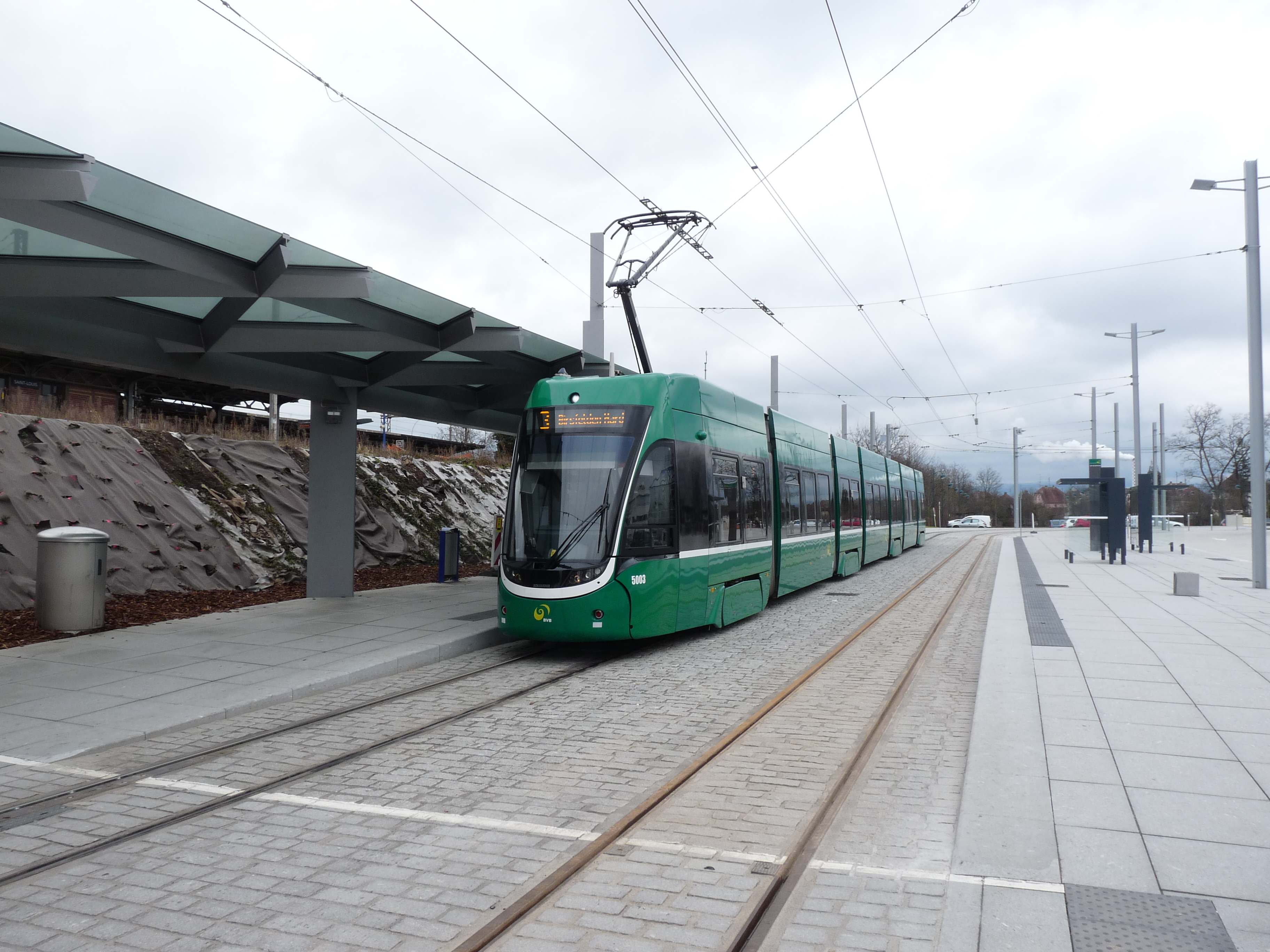
フランスのサン＝ルイに乗り入れるバーゼル市電（2018年撮影）
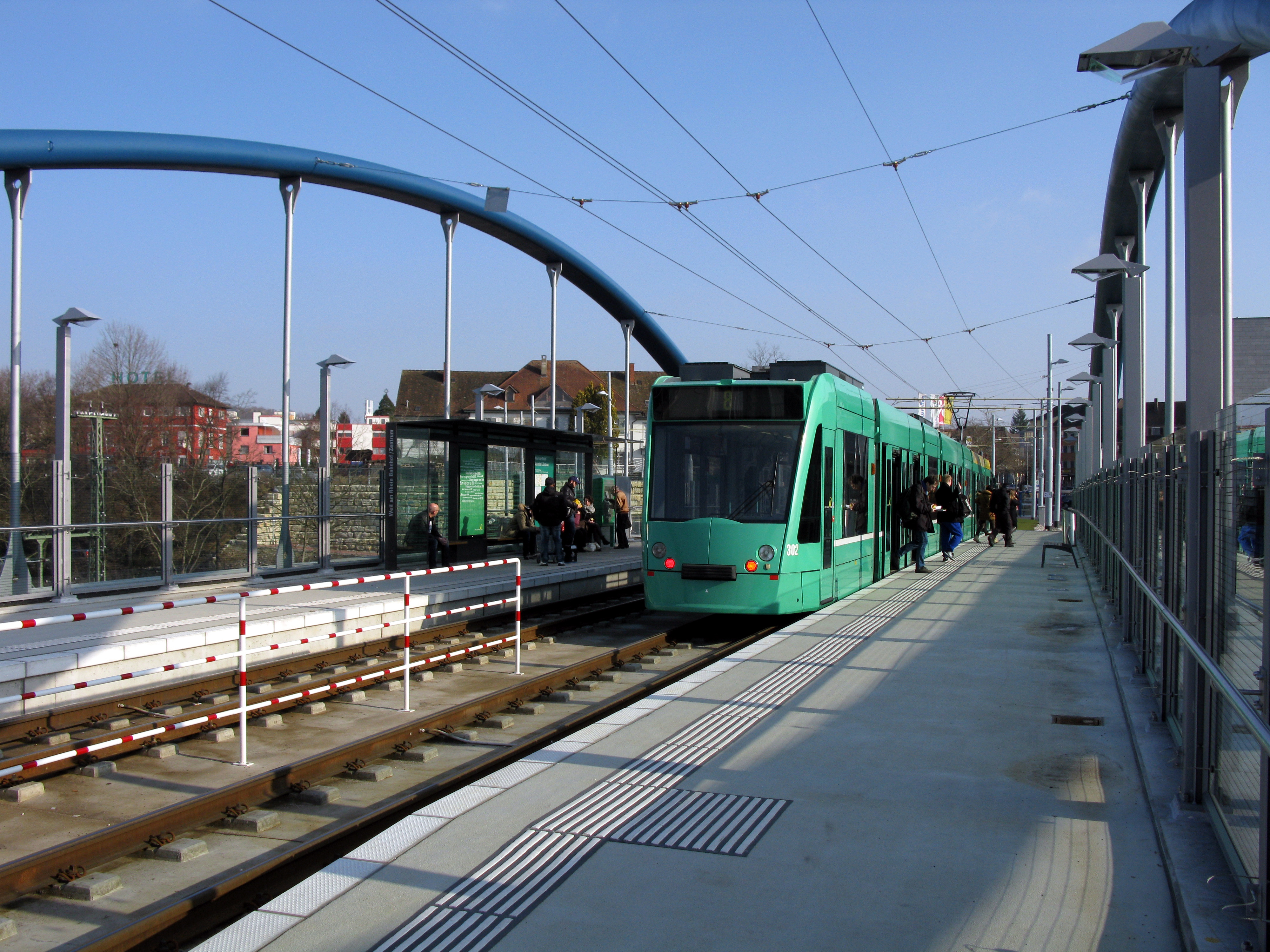
ドイツのヴァイル・アム・ラインへ乗り入れるバーゼル市電（2015年撮影）

## 系統
2021年現在、バーゼル市内を走る路面電車のうちバーゼル市交通局が運営するのは9系統である。そのうち以下の2系統については、バーゼルとの往来が活発なスイス国外の近隣都市への直通運転が行われており、渋滞の緩和や環境負荷の軽減、利便性の向上が図られている。
- 3号線 - 2017年12月10日にフランスのサン＝ルイへと延伸[2][8][10]。
- 8号線 - 2014年12月14日にドイツのヴァイル・アム・ラインへと延伸。建設費用の大半はスイスとバーゼル＝シュタット準州によって賄われた[2][11]。

| 系統番号 | 起点                  | 終点                             | 備考 |
| -------- | --------------------- | -------------------------------- | ---- |
| 1        | Dreirosenbrücke       | Badischer Bahnhof                |      |
| 2        | Binningen Kronenplatz | Riehen Grenze                    |      |
| 3        | Birsfelden Hard       | Gare de Saint-Louis/Cité du Rail |      |
| 6        | Allschwil Dorf        | Riehen Grenze                    |      |
| 8        | Neuweilerstrasse      | Weil am Rhein Bahnhof / Zentrum  |      |
| 14       | Schlossstrasse        | Dreirosenbrücke                  |      |
| 15       | Bruderholz            | Messeplatz                       |      |
| 16       | Bruderholz            | Schifflände                      |      |
| 21       | St.Johann             | Badischer Bahnhof                |      |

## 車両
2021年現在、バーゼル市電に在籍する営業用車両の形式は以下の通り。これらに加えてバーゼル市交通局はかつて使用されていた路面電車車両を多数動態保存しており、貸切運転にも対応している。
- コーニション（ドイツ語版）（Be 4/4） - 1986年から1987年にかけて導入されたボギー車。後述する超低床電車の導入により置き換えが進んでいるが、2018年時点でも一部車両が付随車と3両編成を組む形で営業運転に用いられている[16][17][12]。
- アンハンガー（B4s） - 1971年から1972年にかけて製造された付随車。2021年の時点で在籍する20両は車体中央が低床構造に改造された車両で、"コーニション"と連結運転を実施する[3][17][18][12]。
- コンビーノ（Be 6/8） - シーメンスが製造した超低床電車（7車体連接車）。バーゼル市電における初の新造超低床電車として2001年から2002年にかけて導入が行われ、2021年現在は28両が在籍する[2][19][12]。
- フレキシティ2（Be 6/8、Be 4/6） - ボンバルディア・トランスポーテーション（現：アルストム）が手掛ける超低床電車。輸送力増強や既存の車両の置き換えを目的に2012年に60両分の発注が行われた後[注釈 1]、2014年にも1両の追加発注が実施され、同年から2018年にかけて導入が行われた。そのうち17両は7車体連接車（Be 6/8）、44両は5車体連接車（Be 4/6）である[2][20][17][12][21][22]。

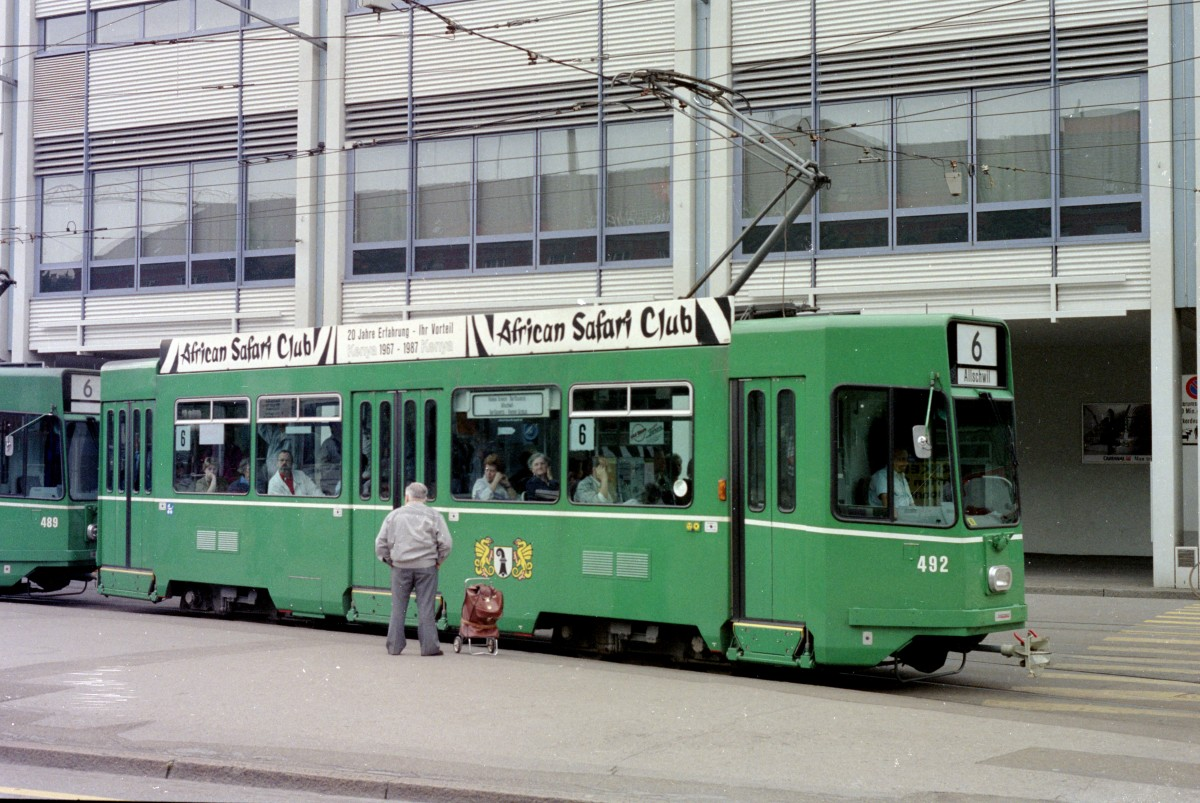
"コーニション" （1990年撮影）
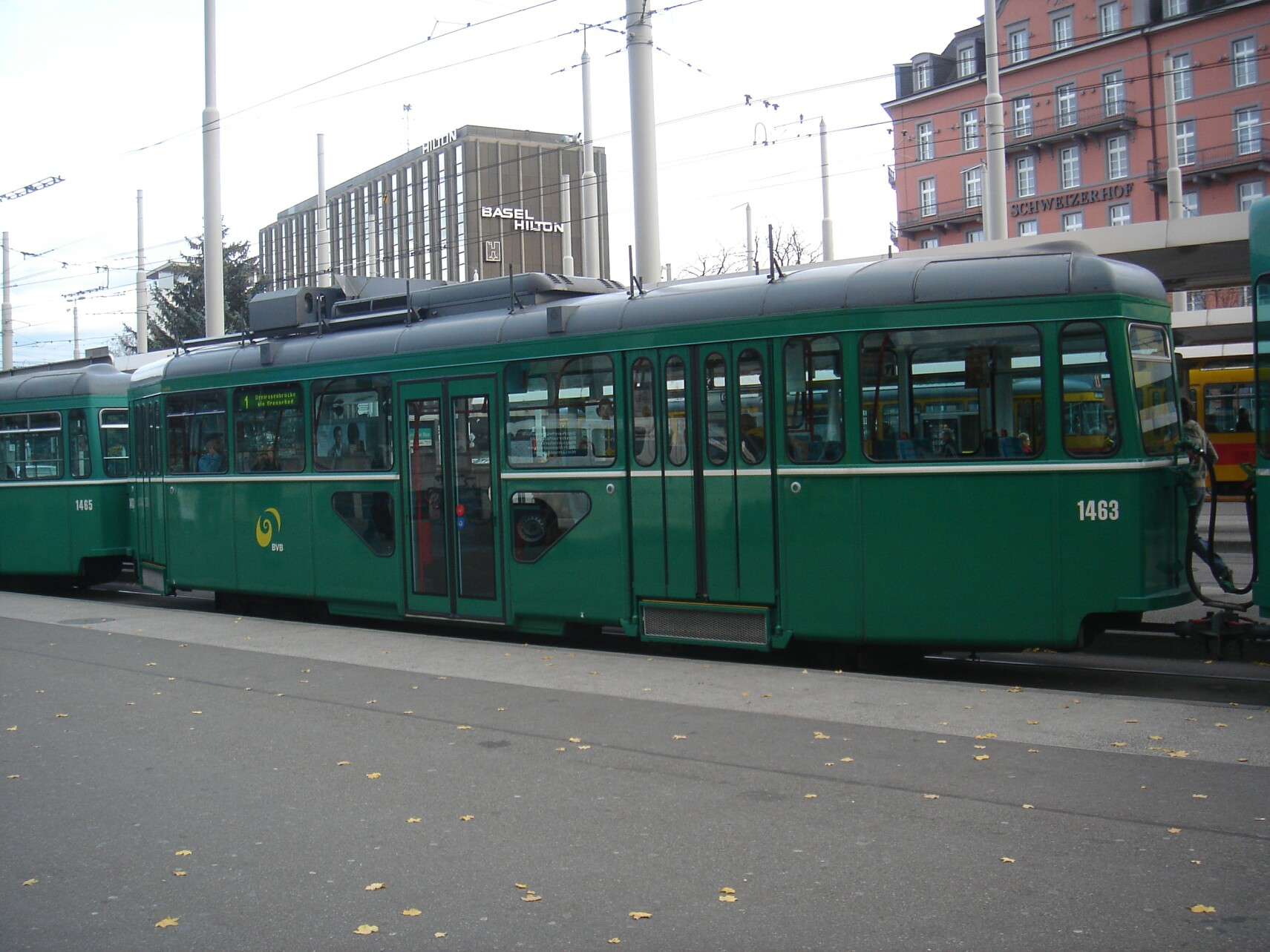
"アンハンガー" （2006年撮影）
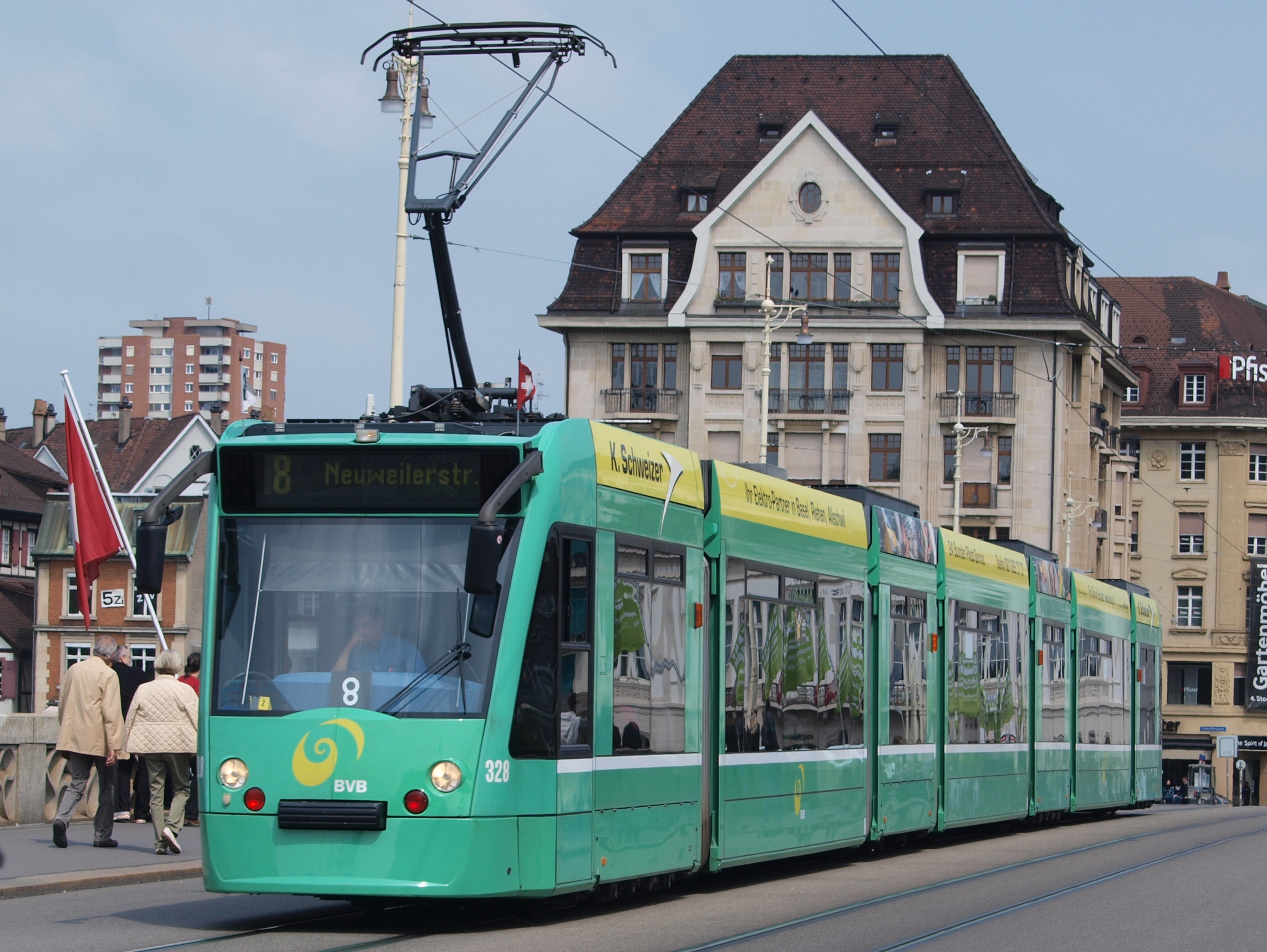
"コンビーノ" （2009年撮影）
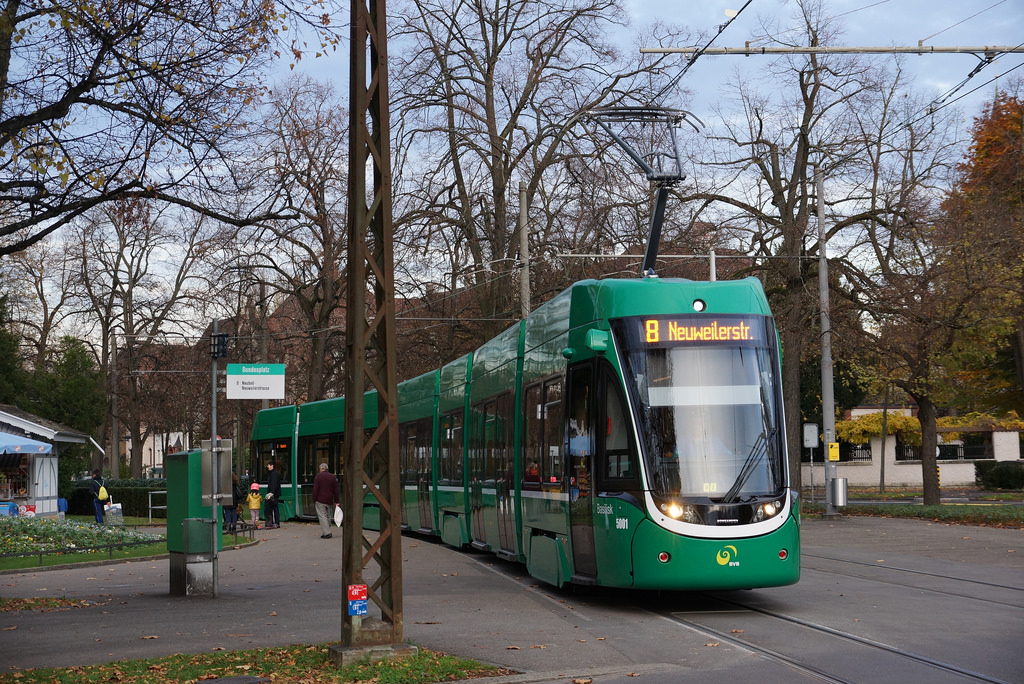
"フレキシティ2"（Be 4/6） （2014年撮影）
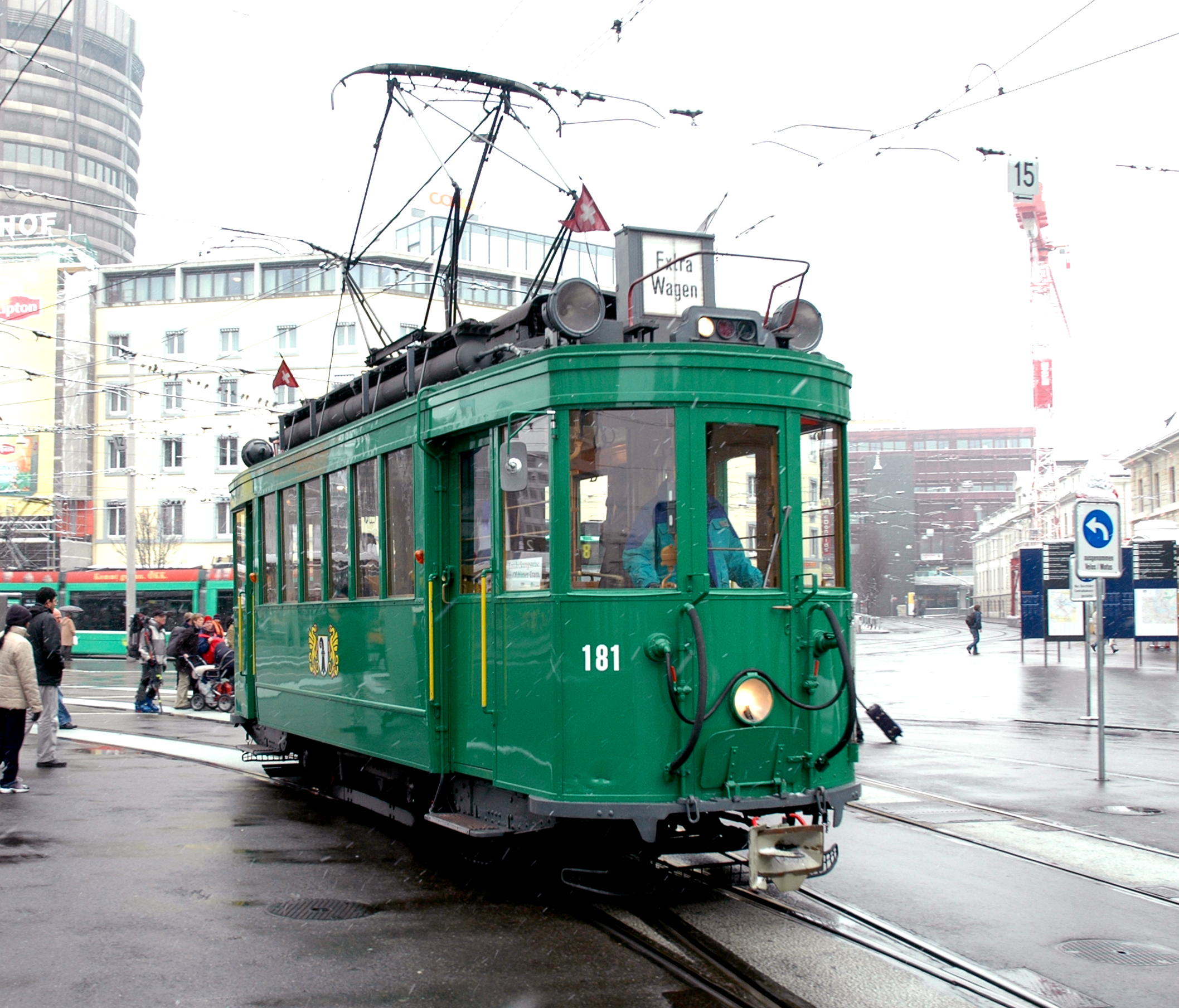
動態保存車両(181) （2006年撮影）

## 今後の予定
バーゼル＝シュタット準州ではバーゼル中心部における路面電車の混雑緩和や郊外への利便性向上を目的に、新規路線の建設や既存の系統の延長、経由区間の変更などを含めた大規模な路面電車網の拡張・再編を計画している。そのうち1号線が経由するバーゼル・バディッシャー駅方面の路線は2026年の試運転開始を予定している。